# Amiratou N'djambara
Amiratou N'djambara, née le 10 avril 1999,  est une footballeuse togolaise  au poste de milieu de terrain ou d'attaquante pour Fath Union Sport.

## Biographie
N'djambara est née à Lomé et considère l'internationale française Kadidiatou Diani comme son idole du football . N'djambara, jeune joueuse, rejoint l'académie  Futur Star d'Agoè  .

## Carrière
N'djambara s'engage avec le club marocain du Raja Aïn Harrouda, où elle est décrite comme ayant « imposé sa marque dans le système de jeu de son nouveau club, au point de devenir indispensable au fil des matchs, dans le système d'Adil Faras, l'entraîneur du club. En 13 matches joués, Amiratou N'djambara  marque 13 buts »  . En 2022, elle signe avec le club marocain Fath Union Sport, où elle est décrite comme « brillante en championnat depuis son arrivée » . Elle est  nommée pour le prix de la meilleure joueuse étrangère du championnat .

## Style de jeu
N'djambara évolue comme attaquant ou milieu de terrain .